# Small Hotel
Small Hotel é um filme de comédia produzido no Reino Unido, dirigido por David Macdonald e lançado em 1957.